# Bagrat Szinkuba
Bagrat Wasiljewicz Szinkuba (ros. Баграт Васильевич Шинкуба, abchaski Баграт Уасыл-иҧа Шьынқәба; ur. 12 maja 1917 we wsi Człou w okręgu suchumskim (Abchazja), zm. 25 lutego 2004 w Suchumi) – abchaski poeta, pisarz i polityk.

## Życiorys
W 1935 ukończył technikum pedagogiczne w Suchumi, a w 1939 Suchumski Państwowy Instytut Pedagogiczny. Od 1935 publikował wiersze, w 1938 wydał swój pierwszy zbiór wierszy, Pierwyje piesni. W 1939 wstąpił na aspiranturę Instytutu Językoznawstwa Akademii Nauk Gruzińskiej SRR, w 1945 obronił pracę dyplomową i otrzymał stopień kandydata nauk filologicznych, w 1946 został przyjęty do WKP(b). W 1947 był jednym z autorów pisma do KC o ucisku narodu abchaskiego przez Gruzję, za który był prześladowany do śmierci Stalina. W 1953 został sekretarzem Związku Pisarzy Abchazji, a w 1956 przewodniczącym Związku Pisarzy Abchazji, od stycznia 1958 do października 1978 pełnił funkcję przewodniczącego Prezydium Rady Najwyższej Abchaskiej ASRR. Jednocześnie od 29 stycznia 1958 do 1976 był zastępcą członka KC Komunistycznej Partii Gruzji, później członkiem Komisji Rewizyjnej KPG. W 1974 opublikował powieść Poslednyj iz uszedszych, stanowiący ważne dzieło abchaskiej literatury. Był deputowanym do Rady Najwyższej ZSRR 5 kadencji (1958-1962). W swojej twórczości nawiązywał do abchaskiej poezji ludowej i mitologii. Jego ważniejsze dzieła poetyckie to m.in. Kołybielnaja Machadżyrow, Moi ziemlaki i Piesnia o skale. Pisał też wiersze dla dzieci i bajki. W 1967 otrzymał tytuł Ludowego Poety Abchazji, był też Ludowym Poetą Adygei i Ludowym Poetą Kabardo-Bałkarii. W 1997 został akademikiem Akademii Nauk Abchazji. Na jego cześć wydano znaczek pocztowy i wybito monetę z jego wizerunkiem.

## Odznaczenia i nagrody
- Złoty Medal „Sierp i Młot” Bohatera Pracy Socjalistycznej (11 maja 1987)
- Order Lenina (dwukrotnie, 2 kwietnia 1966 i 11 maja 1987)
- Order Czerwonego Sztandaru Pracy (trzykrotnie, 17 kwietnia 1958, 9 września 1971 i 12 grudnia 1973)
- Order Przyjaźni Narodów (16 maja 1977)
- Order Achde-Apsza I klasy (Abchazja, 24 stycznia 2002)
- Nagroda im. Dmitrija Gulia

I medale.